# Царицын (посёлок)
Цари́цын — посёлок в Городищенском районе Волгоградской области России, административный центр и единственный населённый пункт Царицынского сельского поселения.

## История
Основан как посёлок Областной опытной станции. На топографической карте 1985 года обозначен как Осеменительная станция. До последнего переименования назывался «имени Володи Микояна». В книге «Свет великой Победы» упоминается как  п. Микоян. Сейчас название Микоян носит микрорайон в составе посёлка Царицын. Современное наименование присвоено Постановлением Волгоградской областной Думы от 20 февраля 1998 года № 74/936.

## География
Посёлок расположен на восточных склонах Приволжской возвышенности в 15 км к юго-востоку от посёлка Городище.

## Население
| 2002 |
| ---- |
| 694  |

| 2010  | 2012  | 2013  | 2014  | 2015  | 2016  | 2017  |
| ----- | ----- | ----- | ----- | ----- | ----- | ----- |
| 1059  | ↗1066 | ↗1105 | ↘1096 | ↗1124 | ↗1220 | ↗1319 |
| 2018  | 2019  | 2020  | 2021  |       |       |       |
| ↗1428 | ↗1534 | ↗1677 | ↗1808 |       |       |       |